# Lampronia luzella
Lampronia luzella là một loài bướm đêm thuộc họ Prodoxidae. Nó được tìm thấy ở Ireland, Đảo Anh, the Benelux, Pháp, central Europe, Ý, Fennoscandia, vùng Baltic, Nga, Ba Lan, Cộng hòa Séc và România.

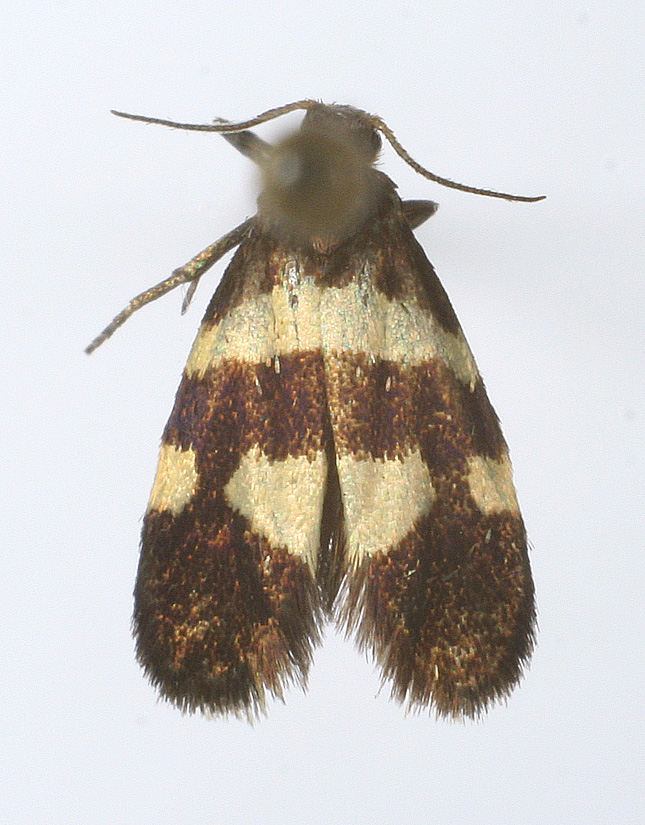

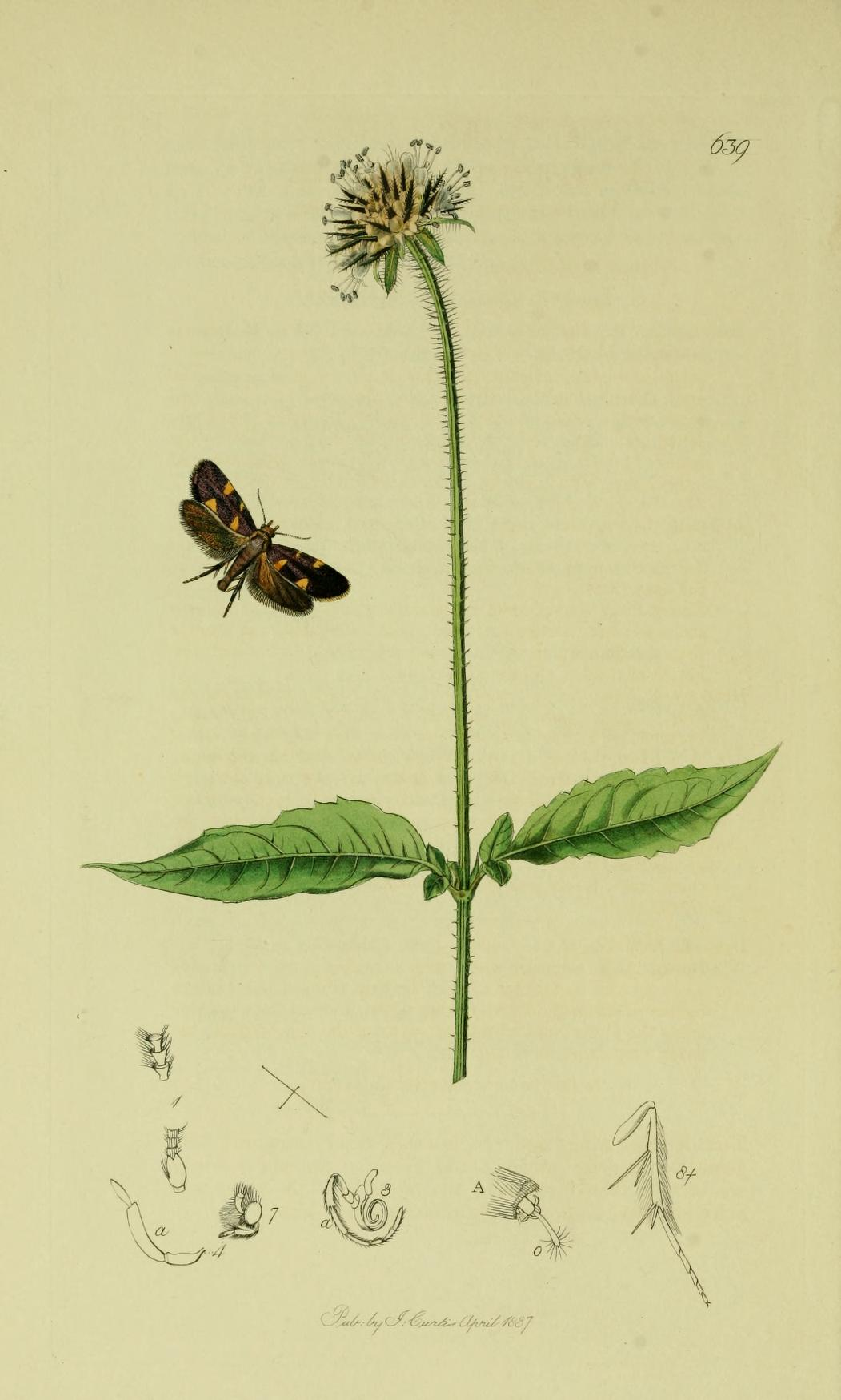
Illustration from John Curtis's British Entomology Volume 6

Sải cánh dài khoảng 12 mm. Con trưởng thành bay từ tháng 5 đến tháng 7 và fly in afternoon sunshine.
Ấu trùng có thể ăn Rubus species.

## Hình ảnh

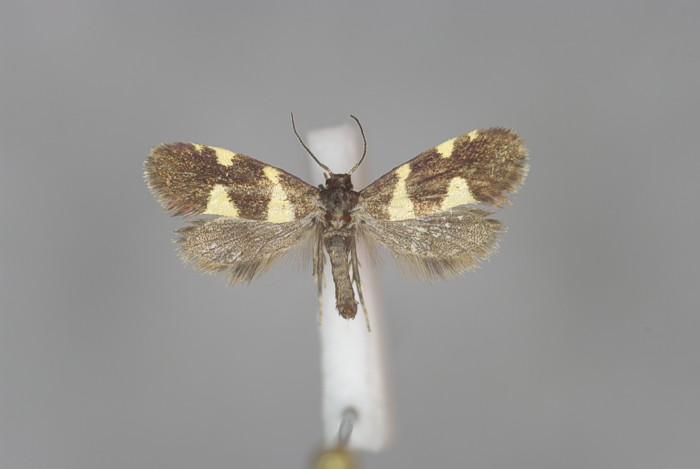